# Anopheles vinckei
Anopheles vinckei is een muggensoort uit de familie van de steekmuggen (Culicidae). De wetenschappelijke naam van de soort werd voor het eerst geldig gepubliceerd in 1942 door Botha de Meillon.